# Nikołaj Bierzarin
Nikołaj Erastowicz Bierzarin (ros. Николай Эрастович Берзарин; ur. 19 marca?/1 kwietnia 1904 w Petersburgu, zm. 16 czerwca 1945 w Berlinie) – radziecki dowódca wojskowy, generał pułkownik, od 6 kwietnia 1945 Bohater Związku Radzieckiego, pierwszy radziecki komendant Berlina.

## Życiorys

### 1918–1940
W 1918, mając 14 lat, wstąpił do Armii Czerwonej i walczył w wojnie domowej na froncie północnym. 
W 1921 walczył podczas powstania w Kronsztadzie, a w 1924 z oddziałami powstańczymi nad Amurem. Od 1922 był członkiem Komsomołu, a po ukończeniu w 1926 kursu dla oficerów piechoty wstąpił do Komunistycznej Partii Związku Radzieckiego. W 1925 ukończył kurs strzelecki, a już dwa lata później kurs dla dowódców Syberyjskiego Okręgu Wojskowego. Od 1927 roku był dowódcą jednostki wyszkolenia oficerów, aktywnie uczestniczył w walkach podczas walk radziecko-japońskich jako dowódca 32 Dywizji Strzeleckiej, kierował obroną Kolei Wschodniochińskiej. 
W latach 1933–1935 przebywał w Chabarowsku, od 1935 do 1937 pełnił funkcję dowódcy 26 Dywizji Strzeleckiej na Dalekim Wschodzie. Do 1938 był naczelnym dowódcą grupy Amur.
W 1938 jako dowódca 32 Dywizji Strzeleckiej uczestniczył w walkach nad jeziorem Chasan. W grudniu 1938 został dowódcą 59 Korpusu Strzeleckiego OKDVA, a w lipcu 1940 – zastępcą dowódcy 1 AK Frontu Dalekowschodniego. 26 maja 1940 został mianowany do stopnia generała majora.

### II wojna światowa
Po przystąpieniu ZSRR do działań wojennych został dowódcą 27 Armii Bałtyckiego Okręgu Wojskowego, a następnie dowódcą 34 Armii Północno-Zachodniej, zastępcą dowódcy 61 Armii, 20 Armii, dowódcą 39 Armii, odpowiednio na zachodnim froncie, Froncie Kalinińskim i 1 Froncie Nadbałtyckim. W marcu 1943 został ciężko ranny pod Wiaźmą i przez pięć miesięcy przebywał w szpitalu wojskowym.

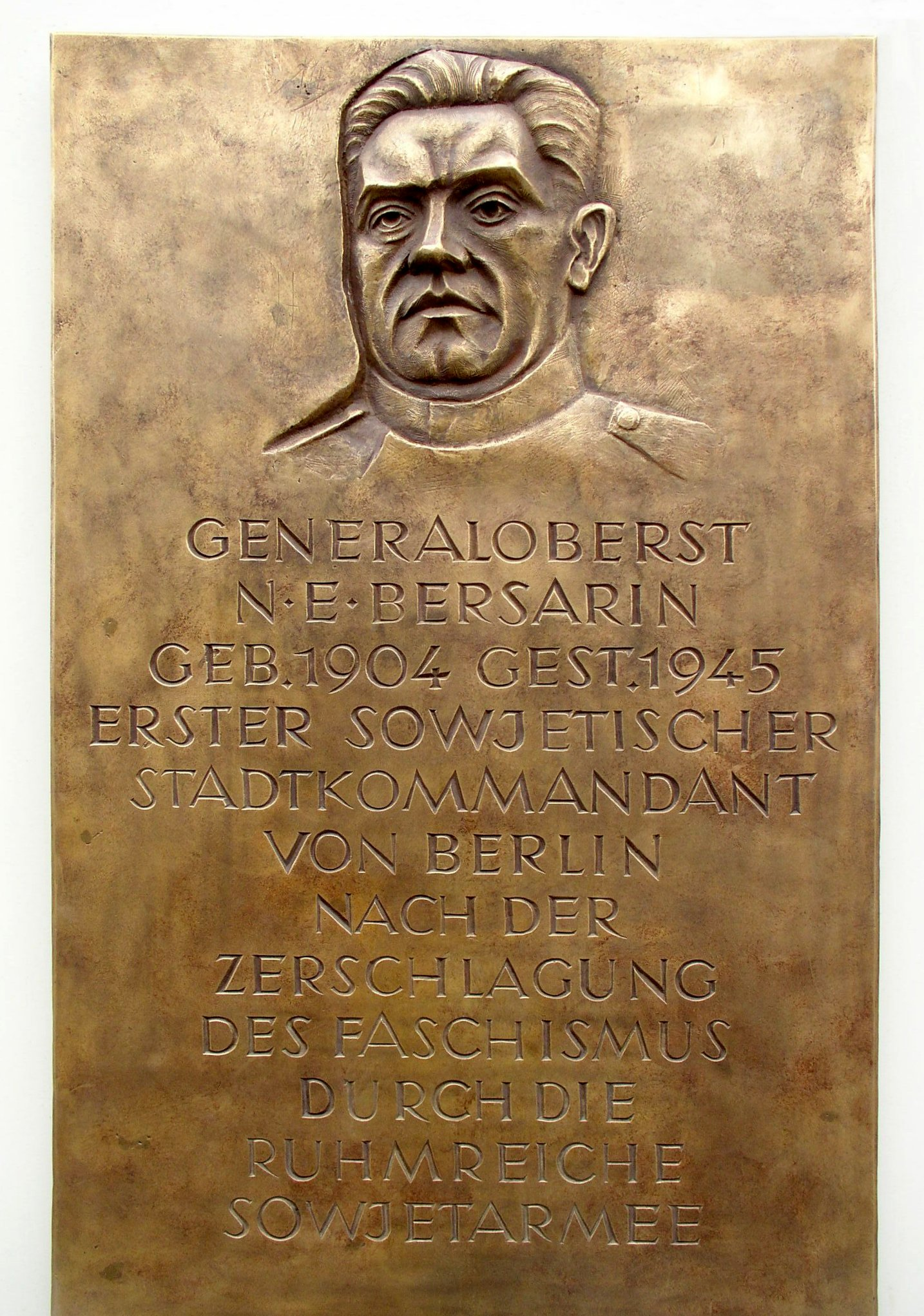
Tablica upamiętniająca gen. N. E. Bierzarina w Berlinie

Od maja 1944 dowodził 5 Armią Uderzeniową w operacjach ofensywy radzieckich sił zbrojnych: operacji jassko-kiszyniowskiej, wiślańsko-odrzańskiej i bitwie o Berlin. Brał udział w walkach m.in. w rejonie Grabowa i później na północ od Kostrzyna. W szturmie Berlina dowodzona przez niego 5 Armia Uderzeniowa otrzymała zadanie szczególnego znaczenia, zajęcie sektora w środku miasta, tam gdzie znajdowała się Kancelaria Rzeszy; wkroczyła do berlińskiej dzielnicy Marzahn 21 kwietnia 1945.

### Komendant Berlina
W uznaniu wybitnych zasług 5 Armii Uderzeniowej podczas ataku na Berlin oraz za szczególne zasługi w dowodzeniu działaniami zbrojnymi gen Bierzarin, Bohater Związku Radzieckiego został mianowany przez gen. Gieorgija Żukowa w dniu 24 kwietnia 1945 pierwszym radzieckim komendantem i szefem garnizonu wojsk radzieckich w Berlinie. Stosowny rozkaz został wydany przez Bierzarina 28 kwietnia 1945, który stanowił, że „pełna władza nad Berlinem przechodzi w ręce radzieckiej komendantury wojskowej”.
Jako komendant miasta miał za zadanie przywrócenie ładu społecznego poprzez utworzenie milicji miejskiej, zapewnienie miejsc zatrudnienia i zaopatrzenie ludności w artykuły niezbędne do życia. Pełniąc rolę komendanta powołał pierwszy po wojnie sąd oraz miał za zadanie stworzyć służby ochrony dóbr kultury.

#### Śmierć
16 czerwca 1945 N.K. Bierzarin zginął w wypadku motocyklowym na skrzyżowaniu Wilhelmstrasse i Schloßstraße (obecnie Am Tierpark/Alfred-Kowalke-Straße) w berlińskiej dzielnicy Friedrichsfelde. Jego ciało przewieziono do Moskwy, gdzie spoczął na Cmentarzu Nowodziewiczym.

## Upamiętnienie
Jego imieniem nazwano ulice w Moskwie, Wołgogradzie, Berlinie, Kiszyniowie i innych miejscowościach oraz szkołę w Kiszyniowie. W Berlinie, Irkucku i Gorzowie Wielkopolskim umieszczono poświęcone mu tablice pamiątkowe.

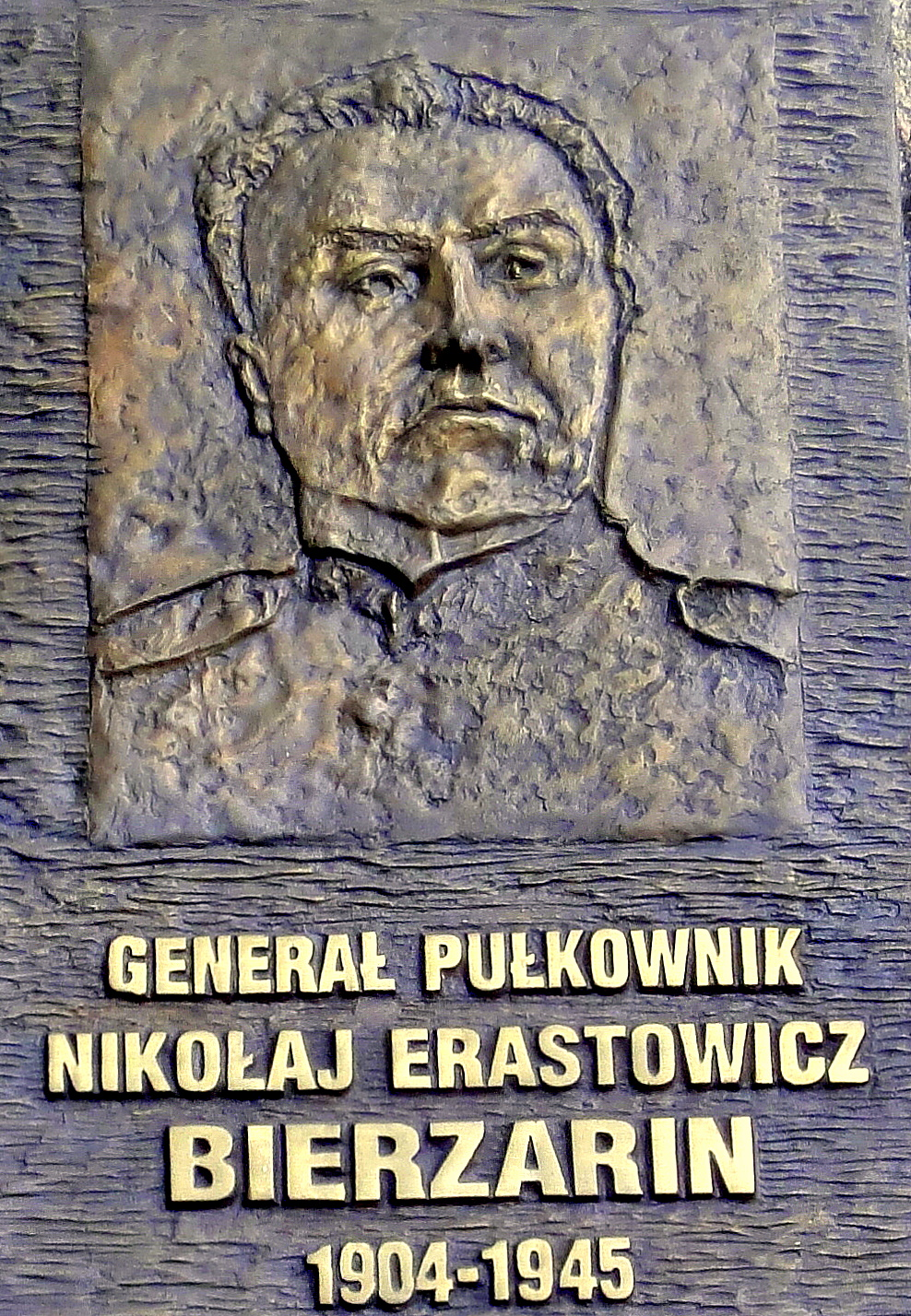
Tablica w Gorzowie Wlkp., usunięta w 2017

## Odznaczenia
- Złota Gwiazda Bohatera Związku Radzieckiego (nr 5656, 6 kwietnia 1945)
- dwukrotnie Order Lenina
- dwukrotnie Order Czerwonego Sztandaru (1938 i 3 listopada 1944)
- Order Suworowa I (29 maja 1945) i II stopnia (9 kwietnia 1943)
- Order Kutuzowa 1 stopienia (22 września 1943)
- Order Bohdana Chmielnickiego (ZSRR) 1 stopnia (13 września 1944)
- Order Czerwonej Gwiazdy
- Medal jubileuszowy „XX lat Robotniczo-Chłopskiej Armii Czerwonej” (1938)
- Medal „Za zwycięstwo nad Niemcami w Wielkiej Wojnie Ojczyźnianej 1941–1945”
- Medal „Za wyzwolenie Warszawy”
- Medal „Za zdobycie Berlina”
- Komandoria Legii Honorowej (Francja, 9 maja 1945)

i inne odznaczenia i medale.